# Ідол на параді
 «Ідол на параді» (англ. Idol on Parade, також відомий як Idle on Parade) — британський молодіжний комедійний фільм 1959 року. Фільм студії Warwick Films, режисера Джона Гіллінга, за першим сценарієм Джона Антробуса. У головних ролях Ентоні Ньюлі, Сід Джеймс та Лайонел Джеффріс. Головний герой фільму, Джип Джексон, був призваний на два роки обов'язкової служби у британську армію. Фільм заснований на романі Вільяма Кемпа «Ідол на параді» 1958 року, який, у свою чергу, був натхненний призовом Елвіса Преслі в армію США.
У фільмі Ньюлі співає п'ять пісень на кокні. Одна з пісень, «I've Waited So Long», стала хітом, посішви 3 місце у британському чарті.

## У ролях
- Вільям Бендікс - майор Луш
- Ентоні Ньюлі - Джип Джексон
- Ен Обрі - Керолайн
- Лайонел Джеффріс - Берті
- Сід Джеймс - Гербі
- Девід Лодж - Шорті
- Діліс Лей - Рені
- Вільям Кендалл - командуючий офіцер
- Берні Вінтерс - Джозеф Джексон
- Гаррі Фаулер - Рон
- Персі Герберт - сержант

## Зовнішні посилання
- Ідол на параді на сайті IMDb (англ.)